# Ка кориснику са инвалидитетом
Ка кориснику са инвалидитетом — 100 питања и 100 одговора у вези са формирањем и развојем библиотечких услуга за особе са инвалидитетом је приручник за пружање библиотечких услуга особама са потешкоћама у читању аутора Драгане Милуновић (1975), објављен 2012. године у издању Народне библиотеке Србије из Београда.

## О аутору
Др Драгана Милуновић (1975) је заменик управника и руководилац Сектора за библиотечко-информациону делатност у Народној библиотеци Србије.

## О приручнику
Као дугогодишњи руководилац Центра за слепе и слабовиде у Народној библиотеци Србије Драгана Милуновић је континуирано радила на подизању свести и едукацији библиотекара у јавним библиотекама о пружању услуга корисницима с потешкоћама у читању. Одржала је на десетине предавања широм Србије и као резултат тих предавања настао је и приручник Ка кориснику са инвалидитетом – 100 питања и 100 одговора у вези са формирањем и развојем библиотечких услуга за особе са инвалидитетом.
Приручник је намењен онима који се по први пут срећу са дефиницијама и терминологијом у области пружања библиотечких услуга за особе са инвалидитетом. Представља и приказ исткустава и примера добре праксе у развијенијим срединама,  
као и приказ практичних резултата сарадње аутора са библиотекарима након одржаних предавања, семинара и радионица широм Србије, као и стручне помоћи пружене неким јавним библиотекама при увођењу библиотечких услуга за особе са инвалидитом.
Уводне речи приручника су речи председавајућег ИФЛА (Међународне асоцијације библиотечких удружења) Секције за особе са потешкоћама у читању, Куна Крикхара. Приручник садржи и предговор аутора.